# N (Kana)
ん in Hiragana oder ン in Katakana sind japanische Zeichen des Kana-Systems, die beide jeweils eine Mora repräsentieren. In der modernen japanischen alphabetischen Sortierung stehen sie an der letzten Stelle. Sie sind von den Kanji 无 und 尓 abgeleitet. Abhängig vom vorausgehenden und folgenden Vokal stellt das Kana N einen der Laute [n], [m], [ŋ] oder [ũ͍] dar.

## Varianten
In der japanischen Sprache wird ん als einziges Hiragana-Zeichen nie im Wortanfang benutzt, während ン in seltenen Lehnwörtern wie „Ngorongoro“ (japanisch ンゴロンゴロ) den ersten Platz einnimmt.
| Form          | Rōmaji | Hiragana  | Katakana  |
| ------------- | ------ | --------- | --------- |
| Normal n (ん) | n      | ん        | ン        |
| Normal n (ん) | nn n̄   | んん んー | ンン ンー |

| weitere Formen | weitere Formen | weitere Formen |
| Form (nw-)     | Form (nw-)     | Form (nw-)     |
| Rōmaji         | Hiragana       | Katakana       |
| -------------- | -------------- | -------------- |
| nwa            | んわ           | ンワ           |
| nwi            | んうぃ         | ンウィ         |
| nwu            | んうぅ         | ンウゥ         |
| nwe            | んうぇ         | ンウェ         |
| nwo            | んうぉ         | ンウォ         |

## Weitere Darstellungsformen
- In japanischer Brailleschrift:
- Der Wabun-Code ist ・－・－・
- In der japanischen Buchstabiertafel wird es als „おしまいのン“ (Oshimai no N) buchstabiert, wobei 'Oshimai' japanisch für „Schluss“ ist.